# 세계 최고의 암살자, 이세계 귀족으로 전생하다
세계 최고의 암살자, 이세계 귀족으로 전생하다(世界最高の暗殺者、異世界貴族に転生する)는 츠키요 루이(작가), 레이야(일러스트)가 원작한 일본의 라이트 노벨 소설 작품이다. 「소설가가 되자」에서 2018년 7월 29일부터 웹 소설로 발간. 2019년 2월 1일부터 카도카와 시니커 문고(KADOKAWA)에서 간행.

## 줄거리
세계 제일의 암살자가 암살 귀족의 장남으로 전생했다. 그가 이세계에서 맡은 임무는 단 하나.
【인류에게 재앙을 가져온다고 예언된 《용사》를 죽이는 것】.
그 고귀한 임무를 완수하기 위해 암살자는 아름다운 종자들과 함께 이세계에서 암약한다. 현대에서 온갖 암살을 가능케 했던 폭넓은 지식과 경험, 그리고 이세계 최강이라고 칭송받는 암살자 일족의 비술과 마법. 그 모든 것이 상승효과를 낳아 그는 역사상 견줄 자가 없는 암살자로 성장해 나간다.
“재밌군. 설마 다시 태어나서도 암살하게 될 줄이야.” 전생한 「전설의 암살자」가 한계를 돌파하는 어쌔신즈 판타지!!

## 제작진
- 원작: 츠키요 루이
- 캐릭터 원안: 레이아
- 시리즈 구성: 타카야마 카츠히코
- 캐릭터 디자인: 오사다 에리
- 총 작화감독: 요시카와 카오리
- 서브 디자인: 후지이 아리사
- 미술감독·미술설정: 요시야마 유야
- 미술보좌: 코미야마 아스카
- 색채설계: 요시다 하야토
- 촬영감독: 아라야 유코
- 그래픽 디자인: 카시와라 스스무
- 3D 디렉터: 에다 케이이치
- 편집: 타키가와 미치
- 음향 감독: 츠치야 마사노리
- 음향 효과: 카와다 키요타카
- 음악: 쿠로다 켄이치
- 음악 제작: Lantis
- 음악 프로듀서: 시게마츠 단
- 감독: 타무라 마사후미
- 제작: 암살 귀족 제작위원회

## 대한민국 제작진
- 책임 프로듀서: 강주연
- 프로듀서: 송희운
- 번역: 노주희
- 편집: 김아리
- 감수/연출: 김아름
- 우리말제작: 제이포스트
- 기획: 애니맥스